# Durganagar, Ramdurg
Durganagar là một làng thuộc tehsil Ramdurg, huyện Belgaum, bang Karnataka, Ấn Độ.